# Adam Baworowski (1913–1942)
Adam Baworowski (ur. 9 sierpnia 1913 w Wiedniu, zm. 1942 pod Stalingradem) – polsko-austriacki tenisista i arystokrata, hrabia. Finalista turnieju Cote d’Azur w Cannes w 1939, w turniejach wielkoszlemowych najdalej dochodził do czwartej rundy w singlu oraz półfinału w deblu, trzykrotny reprezentant Austrii oraz jednokrotny Polski w Pucharze Davisa.
Pochodził ze znanej galicyjskiej rodziny arystokratycznej. Do czasu Anschlussu mieszkał w Austrii, którą reprezentował na arenie międzynarodowej. W 1936 walnie przyczynił się do wyeliminowania Polski z rywalizacji o Puchar Davisa wygrywając dwa mecze, w tym w singlu przeciwko Ignacemu Tłoczyńskiemu.
W maju 1939 wystąpił w reprezentacji Polski w meczu o Puchar Davisa przeciw Niemcom. Na kortach warszawskiej Legii, Polska przegrała mecz z Niemcami 2:3, a Baworowski doznał trzech porażek. W grze pojedynczej uległ Roderichowi Menzelowi 5:7, 3:6, 6:2, 6:2, 4:6 oraz Hennerowi Henkelowi 4:6, 2:6, 3:6. Natomiast w deblu, partnerując Józefowi Hebdzie został pokonany przez Henkela i Georga von Metaxa 7:5, 4:6, 2:6, 2:6. Największy sukces w deblu odniósł w 1939 na French Open, gdzie w parze z Ignacym Tłoczyńskim dotarł do półfinału.
W czasie II wojny światowej wcielony do Wehrmachtu. Niedługo przed śmiercią wg niektórych źródeł miał odstąpić swoje miejsce w samolocie, który przyleciał po rannych żołnierzy, innemu, ciężej rannemu koledze. Zginął podczas bitwy pod Stalingradem w 1942.